# Hubertussee (Berlin-Frohnau)
Der Hubertussee liegt im Nordosten des Berliner Ortsteils Frohnau im Bezirk Reinickendorf. Er hat eine Fläche von 1,4 Hektar und ist der nördlichste See Berlins.
Der Hubertussee wurde im Jahr 1910 im Zusammenhang mit dem Bau der Gartenstadt Frohnau aus einem verlandeten Tümpel geschaffen. Im späten 19. Jahrhundert wurde hier Ton für die nahegelegene Ziegelei gegraben. Der Aushub des Sees wurde zur Verbesserung des Bodens und für Aufschüttungen bei den Ausbauarbeiten Frohnaus verwendet. Ursprünglich sollte die Bebauung Frohnaus bis zum See reichen, aber der Erste Weltkrieg unterbrach die weitere Siedlungstätigkeit. Heute liegt der See – über Wanderwege gut erreichbar – im Kiefernhochwald der alten Bieselheide, unmittelbar an der Grenze zu Bergfelde (Ortsteil von Hohen Neuendorf) und Schönfließ (Ortsteil von Mühlenbecker Land) im Landkreis Oberhavel (Brandenburg).